# Апушкин, Александр Аркадьевич
Апушкин Александр Аркадьевич (1882—1920) — офицер Российского императорского флота, участник Первой мировой войны, старший офицер эскадренного миноносца «Быстрый», Георгиевский кавалер, участник Гражданской войны, капитан 2 ранга.

## Биография
Апушкин Александр Аркадьевич родился 22 сентября 1882 года. В 1903 году окончил Морской кадетский корпус и произведён в мичманы. С 1904 года служил на Черноморском флоте, на транспорте «Псезупе» находился в заграничном плавании. В 1907 году в Кронштадте окончил  Артиллерийский офицерский класс Морского ведомства. С 1910 по 1911 год служил на канонерской лодке «Черноморец», затем старшим артиллерийским офицером на крейсере «Кагул».

### Участие в Первой мировой войне
6 апреля 1914 года произведён в старшие лейтенанты, служил старшим офицером на канонерской лодке «Донец». Во время провокационного ночного нападения Турции на черноморские порты 16 октября 1914 года, «Донец» находился в Одессе и был торпедирован турецким миноносцев, в результате чего лодка затонула.
Затем Апушкин был назначен старшим офицером эскадренного миноносца «Быстрый», который 18 апреля 1915 года был принят в состав 2-го дивизиона Минной бригады Черноморского флота. В 1915—1916 годах эсминец совершил более 15 боевых походов для обстрела турецкого и румынского побережья, выполнения минных постановок и охраны походов. Высочайшим приказом по Морскому ведомству от 3 декабря 1916 года № 854 старший лейтенант А. А. Апушкин был награждён орденом Святого Георгия 4-й степени. В январе 1917 года назначен командиром миноносца «Строгий».
После Октябрьской революции служил в Вооруженных силах Юга России. 30 июня 1919 произведён в капитаны 2-го ранга Черноморского флотского экипажа. С июня 1919 года — начальник штаба Каспийской флотилии. 20 сентября 1919 года назначен начальником отряда транспортов той же флотилии. Расстрелян большевиками в 1920 году на Каспии.

## Награды
Капитан 2 ранга Апушкин Александр Аркадьевич был награждён орденами и медалями Российской империи:
- орден Святой Анны 3 степени (06.12.12);
- мечи и бант к ордену Святой Анны 3 степени (28.09.15);
- орден Святого Станислава 3 степени мечами (05.10.15);
- орден Святого Георгия 4 степени (03.12.1916);
- Светло-бронзовая медаль «В память 300-летия царствования дома Романовых» (1913);
- Светло-бронзовая медаль «В память 200-летия морского сражения при Гангуте» (1915).

Иностранные:
- Орден Спасителя, кавалер креста (1911, Греция)[2].

## Семья
Александр Аркадьевич Апушкин был женат на Зинаиде Ивановне (урожд. Кузнецова). В семье было две дочери: Елизавета (рожд. 19 октября 1905 года) и Наталия (рожд. 1 сентября 1907 года).